# FSFAB Weltmeisterschaften im Cadre 35/2 und 45/2

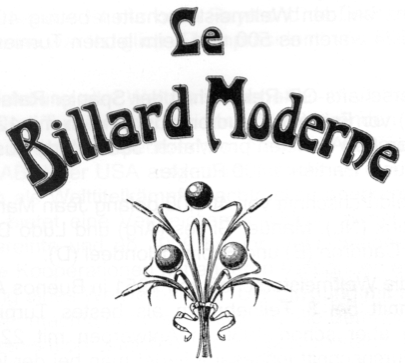
Zeitschriftentitel der FSFAB von 1912

Die Weltmeisterschaft im Cadre 35/2 und 45/2 wurde 1903 vom französischen Karambolageverband Fédération des Sociétés Françaises des Amateurs de Billard (FSFAB) ins Leben gerufen und wurde von 1904 bis 1913 gespielt. Die Weltmeisterschaften wurden im Nachhinein nur als „inoffiziell“ gewertet, da dem Parallelverband Fédération Française de Billard (FFB) die Rechte an dem Namen „Championate du Monde“ (Weltmeisterschaft) zu der Zeit gehörten.

## Geschichte
Die FSFAB, gegründet 1903, ließ die ersten beiden Weltmeisterschaften noch im Cadre 35/2 auf dem Turnierbillard austragen. Dies war zu dieser Zeit immer noch üblich. Erst 1906 spielten sie, wie die FFB, Cadre 45/2. Da die FSFAB in Kooperation mit dem US-amerikanischen Verband „National Association of Amateur Billiard Players“ (NAABP) stand, wurden drei der dreizehn Weltmeisterschaften in New York gespielt. Bedenkt man die Zeit in der noch nicht über den Atlantik geflogen werden konnte, sondern eine tagelange Schiffsreise auf sich nehmen musste, eine durchaus beachtliche Leistung und Anstrengung für die Amateurspieler, bei denen es bei Weitem um nicht so hohe Börsen ging wie bei den Professionals. Von diesem Standpunkt ausgesehen war die FSFAB näher an einem Weltverband, als die FFB.
Siegreichster Spieler war der Franzose Lucien Rérolle mit fünf Goldmedaillen. Die Turnierrekorde gehen aber an seinen Landsmann Alfred Mortier.

## Modus
Die Partiedistanz lag durchgehend bei 400 Punkten. Es wurde im Round Robin / K.-o.-System gespielt, meist habe es noch Stichpartien um die Platzierung auszuspielen. 1908 gab es ein Herausforderungsturnier, nach US-amerikanischem Vorbild. Der Zweitplatzierte hatte das Recht den letzten Sieger in einem Einzelturnier innerhalb eines halben Jahres nach Turnierbeendigung herauszufordern. Gespielt wurde in drei Abschnitten zu 400 Punkten auf das Partieziel 1.200 Punkte.

## Turnierstatistik
Der GD gibt den Generaldurchschnitt des jeweiligen Spielers während des Turniers an. Bei dem Alter des Turniers sind nicht mehr alle Angaben zu ermitteln gewesen.
Legende
WM als 35/2 ausgetragen
| Nr. | Jahr   | Ort      | Sieger                         | GD    | Platz 2                        | GD    | Platz 3                   | GD    |
| --- | ------ | -------- | ------------------------------ | ----- | ------------------------------ | ----- | ------------------------- | ----- |
| 01  | 1904   | Paris    | Lucien Rérolle                 | 15,30 | Charles Darantière             | 09,16 | Henri Blanc               | 08,54 |
| 02  | 1905   | Paris    | Lucien Rérolle                 | 15,52 | Charles Darantière             | 10,70 | P. Letellier              | 09,57 |
| 03  | 1906   | Paris    | Lucien Rérolle                 | 13,79 | Henri Blanc                    | 11,62 | Charles Darantière        | 10,41 |
| 04  | 1907   | Paris    | Lucien Rérolle                 | 20,40 | Charles Darantière             | ?     | Arthur François           | ?     |
| 05  | 1908/1 | Paris    | Alfred Mortier                 | 16,26 | Lucien Rérolle                 | 14,02 | Henri Blanc               | 11,79 |
| 06  | 1908/2 | New York | Calvin Demarest                | 20,00 | Lucien Rérolle                 | 13,43 | Charles Frederick Conklin | 10,00 |
| 07  | 1909   | Paris    | Lucien Rérolle                 | 16,44 | Alfred Mortier                 | 13,83 | Albert Poensgen           | 10,36 |
| 08  | 1910   | Paris    | Edouard Roudil                 | 13,10 | Albert Poensgen                | 11,83 | Alfred Mortier            | 11,46 |
| 09  | 1911/1 | New York | Charles Frederick Conklin      | 12,28 | Justus Ferdinand Poggenburg II | 10,11 | Edward Garner             | 10,07 |
| 10  | 1911/2 | Paris    | Alfred Mortier                 | 12,38 | Albert Poensgen                | 12,74 | Charles Darantière        | 12,08 |
| 11  | 1912/1 | New York | Justus Ferdinand Poggenburg II | 11,97 | Charles Frederick Conklin      | 10,59 | Joseph Mayer              | 9,18  |
| 12  | 1912/2 | Paris    | Alfred Mortier                 | 17,33 | Henri Blanc                    | 12,54 | Albert Poensgen           | 12,08 |
| 13  | 1913   | Paris    | Alfred Mortier                 | 23,72 | Rudolphe Aggazis               | 11,57 | Edouard Roudil            | 14,93 |

Quellen: